# Lupoglav (Brckovljani)
Lupoglav je naseljeno mjesto u Republici Hrvatskoj u Zagrebačkoj županiji. 

## Zemljopis
Administrativno je u sastavu općine Brckovljani. Naselje se proteže na površini od 25,38 km².

## Poznate osobe
- Toma Zdelarić, prvi hrvatski isusovac, filozof, pionir isusovačkih učilišta, osnivač katedra i profesor na inozemnim sveučilištima
- Stjepan Dokušec, etnolog

## Stanovništvo
Prema popisu stanovništva iz 2011. godine u Lupoglavu živi 1083 stanovnika i to u 332 kućanstva. Gustoća naseljenosti iznosi 42,67 st./km².
| broj stanovnika | 1425  | 1508  | 1608  | 1646  | 1695  | 1628  | 1532  | 1456  | 1232  | 1224  | 1186  | 1001  | 833   | 820   | 1064  | 1086  | 948   |
|                 | 1857. | 1869. | 1880. | 1890. | 1900. | 1910. | 1921. | 1931. | 1948. | 1953. | 1961. | 1971. | 1981. | 1991. | 2001. | 2011. | 2021. |

## Znamenitosti
- Crkva bl. Augustina Kažotića, zaštićeno kulturno dobro
- Zidarska škola iz 1909., druga takva u Hrvatskoj osnovana 24. studenog 1909. godine, a otvorena 1. prosinca 1909. godine.[nedostaje izvor]
- Oltar sv. Jurja kipara Antonija Michelazzija